# Amt Schlüchtern
Das Amt Schlüchtern war ein Amt der Grafschaft Hanau-Münzenberg.

## Funktion
In der Frühen Neuzeit waren Ämter eine Ebene zwischen den Gemeinden und der Landesherrschaft. Die Funktionen von Verwaltung und Rechtsprechung waren hier nicht getrennt. Dem Amt stand ein Amtmann vor, der von der Landesherrschaft eingesetzt wurde. 

## Geschichte
Gericht und Amt Schlüchtern befanden sich in der ersten Hälfte des 13. Jahrhunderts als Lehen des Bischofs von Würzburg in den Händen von Albert von Grumbach. Nach seinem Tod 1243 erbten es die Grafen von Rieneck und die Herren von Trimberg und nahmen eine Realteilung vor. Zum Rienecker Teil gehörten Bellings, Hohenzell und Marjoß, zum Trimberger Teil gehörten Breitenbach, Hintersteinau, Kressenbach, Niederzell und Wallroth. Der Ort Schlüchtern selbst war unter beiden geteilt. Ulrich II. von Hanau kaufte die rienecksche Hälfte 1316 von seinem Onkel, Graf Ludwig von Rieneck-Rothenfels.  Der Lehensherr, der Bischof von Würzburg, stimmte dem Verkauf zu. Die zweite Hälfte des Amtes Schlüchtern erhielt Hanau 1377 im Tausch gegen die Burg Bütthard.  Das Kloster Schlüchtern begab sich 1457 endgültig in die Schutzherrschaft Hanaus.
Die Eigenschaft als Würzburger Lehen führte nach der Reformation zu Spannungen zwischen der nun zunächst lutherischen, ab 1597 reformierten Grafschaft Hanau-Münzenberg und dem römisch-katholischen Bistum Würzburg. Ein langjähriger Prozess vor dem Reichskammergericht dauerte von 1571 bis 1624 und endete mit einem Restitutionsmandat zugunsten Würzburgs. Von 1628 bis 1631 war Schlüchtern deshalb von Würzburg besetzt, 1631 – 1637 wieder von Hanau und ab 1637 wieder von Würzburg. 1656 kam es zu einem Vergleich, bei dem Hanau sich in Schlüchtern gegen Würzburg durchsetzte und dem Bistum dafür Orb überließ.
Mit dem Tod des letzten Hanauer Grafen, Johann Reinhard III., fiel das Amt mit der ganzen Grafschaft Hanau-Münzenberg an die Landgrafschaft Hessen-Kassel, aus der 1803 das Kurfürstentum Hessen wurde. Während der napoleonischen Zeit stand das Amt Schlüchtern ab 1806 unter französischer Militärregierung, gehörte 1807 bis 1810 zum Fürstentum Hanau, und dann von 1810 bis 1813 zum Großherzogtum Frankfurt, Departement Hanau. Anschließend fiel es wieder an das Kurfürstentum Hessen zurück. Nach der Verwaltungsreform des Kurfürstentums Hessen von 1821, im Rahmen derer Kurhessen in vier Provinzen und 22 Kreise eingeteilt wurde, ging es größtenteils in dem neu gebildeten Landkreis Schlüchtern auf. 1866 wurde das Kurfürstentum nach dem Preußisch-Österreichischen Krieg von Preußen annektiert und ist nach dem Zweiten Weltkrieg Bestandteil des Bundeslandes Hessen geworden. Mit der hessischen Gebietsreform von 1974 wurde der ehemalige Landkreis Schlüchtern dem Main-Kinzig-Kreis zugeschlagen.

## Bestandteile
- Ahlersbach
- Bellings
- Breitenbach
- Drasenberg
- Gomfritz
- Hintersteinau
- Hohenzell
- Kressenbach
- Lindenberg
- Marjoß
- Niederzell
- Reith
- Ratzerod (Wüstung)
- Reinhards
- Röhrigs
- Schlüchtern
- Simundes (Wüstung)
- Wallroth